# Елі Гутман
Ісраель (Елі) Гутман (івр. אלי גוטמן; народився 24 лютого 1958) — колишній ізраїльський футболіст і тренер. Його останнім очолюваним клубом був «Маккабі» з Хайфи, перш ніж він офіційно оголосив про свій відхід зі світу футболу, зазначивши проблеми зі здоров'ям як головну проблему.

## Кар'єра
Гутман народився в Ізраїлі в родині ашкеназі. Почав займатися футболом у підлітковому віці в юнацькому складі «Хапоеля» з Хайфи, але так і не зумів зіграти за головну команду. Згодом він перейшов грати за «Бейтар» з Нетанії в Лізі Алеф, а пізніше грав у Лізі Бет за «Маккабі» Неве-Шаанан і «Маккабі» Кір'ят-Бялік.
Після шести років гри в нижчих дивізіонах ізраїльського футболу він завершив кар’єру гравця і наступного сезону почав працювати тренером. Його першим клубом на посаді менеджера став клуб, де він грав останній раз - «Маккабі» з Кір'ят-Бялік. У наступному сезоні він перейшов керувати Бейтаром з Хайфи в Лізі Алеф. Рік по тому він працював менеджером в «Хапоель» з Тірат-га-Кармель, а в 1989–1990 роках очолював «Маккабі Тамра» в Лізі Арціт, який вилетів в кінці сезону.
У 1990 році Гутман працював помічником головного тренера у «Маккабі» з Хайфи. Гутман працював під керівництвом Шломо Шарфа протягом двох сезонів, вигравши чемпіонат Ізраїлю та кубок у сезоні 1990–1991. У 1992 році Гутман покинув Хайфу, щоб працювати менеджером Хапоелю Цафрірім з Холона, пізніше він керував «Маккабі» Герцлія та «Хапоель» Бейт-Шеан.
Він виграв свій перший трофей в Ізраїлі у якості головного тренера в 1997 році, вигравши Кубок Ізраїлю з «Хапоелем» Беер-Шева.
Він тренував «Хапоель» з Хайфи в сезоні 1998–1999 років, у якому клуб виграв свій перший титул у Лізі Леуміт.
У 2001 році він став тренером «Хапоеля» Петах-Тіква. У сезоні 2001–2002 команда посіла шосте місце; Гутман пішов у відставку в травні відразу після завершення сезону. Згодом він повернувся до «Хапоеля» Беер-Шева, а пізніше провів два роки, тренуючи Паралімні на Кіпрі.
На початку сезону 2006–2007 років він став тренером «Маккабі» з Нетанії, але був звільнений у січні 2007 року через суперечку з капітаном команди Ліраном Страубером.
З лютого 2007 року до початку грудня 2007 року він тренував АЕЛ Лімасол, а потім приєднався до «Хапоеля» з Тель-Авіва як наступник Гая Лузона. Він допоміг команді уникнути вильоту, поступово розбудовуючи команду, доки вони не виграли ізраїльський дубль – Прем’єр-лігу Ізраїлю та Кубок Ізраїлю у 2010 році. Наступного сезону він привів команду до її першої в історії кваліфікації до групового етапу Ліги чемпіонів УЄФА. У травні 2011 року, після перемоги у Кубку Ізраїлю 2011, він покинув «Хапоель» Тель-Авів.
27 грудня 2011 року він був призначений головним тренером національної збірної Ізраїлю з футболу. 14 жовтня 2015 року після вкрай невдалого відбору на Євро-2016 Гутман вирішив залишити свою посаду головного тренера національної команди.

## Досягнення

### У якості тренера
- Кубок Ізраїлю: 1997, 2010, 2011
- Прем'єр-ліга Ізраїлю: 1998-1999, 2009-2010